# Norbert Wallez
Norbert Wallez (19 de octubre de 1882 - 24 de septiembre de 1952) fue un sacerdote y periodista belga, director del periódico Le Vingtième Siècle, en cuyo suplemento juvenil, Le Petit Vingtième, iniciaron su publicación Las aventuras de Tintín.
Estudió en la Universidad de Lovaina. Fue ordenado sacerdote en 1906, y se dedicó a la docencia, que interrumpió cuando se alistó como voluntario durante la Primera Guerra Mundial para realizar labores de asistencia. Tras el armisticio, continuó su carrera docente, en el seminario de Bonne-Espérance y en la Escuela Superior de Comercio de Mons. En 1924, por orden del cardenal Mercier, asumió la dirección del diario católico conservador Le Vingtième Siècle. De ideología ultraconservadora, influido por Charles Maurras y la Acción Francesa, fue también confeso admirador de Mussolini, a quien había visitado durante un viaje a Italia en 1923 y del que conservaba un retrato dedicado. 
Sus simpatías por el fascismo se hicieron evidentes en el rumbo que imprimó al diario Le Vingtième Siècle. Su ideal, expresado en su libro Bélgique et Rhénanie. Quelques directives d'une politique (1923), era la federación de Bélgica con Renania, región de Alemania que consideraba esencialmente católica, en contraste con la Prusia protestante. Era además, un declarado antisemita y anticomunista, como se evidencia tanto en el libro antes citado como en muchos de los artículos que firmó en Le Vingtième Siècle.
En 1927 el joven periodista Georges Remi empezó a trabajar para Le Vingtième Siècle. Un año después, le era confiada la dirección del suplemento infantil y juvenil del diario, Le Petit Vingtième. Wallez tuvo una gran influencia sobre Georges Remi; la secretaria del abate, Germaine Kieckens, terminaría convirtiéndose, en 1932, en la esposa de Remi. En gran medida, fue Wallez el que dispuso esta boda.
En 1929, Remi, que firmaba con el pseudónimo de Hergé, publicó en las páginas del suplemento la primera entrega de Las aventuras de Tintín, titulada Tintín en el país de los Soviets. Wallez tuvo una importancia decisiva en la elección de los tres primeros destinos de Tintín: la Rusia soviética, el Congo Belga y los Estados Unidos.
En 1933, sin embargo, Wallez fue destituido de su cargo al frente de Le Vingtième Siècle por orden de sus superiores, y destinado a la conservación de las ruinas de la abadía de Aulne. 
Al producirse la invasión alemana de Bélgica, en 1940, reanudó sus publicaciones, apoyando al Partido Rexista de Léon Degrelle. 
En 1947, acusado de colaboracionismo, fue condenado a cuatro años de prisión y a pagar 200.000 francos de multa. Permaneció encarcelado en Charleroi hasta 1950. Tras ser liberado, enfermo de cáncer, fue acogido por el matrimonio Remi. Falleció el 24 de septiembre de 1952.